# David Butler (politiker)
David Christy Butler, född 15 december 1829 i Bloomington, Indiana, död 25 maj 1891 i Pawnee City, Nebraska, var en amerikansk republikansk politiker. Han var Nebraskas guvernör 1867–1871.
Butler var verksam som handelsman i Nebraskaterritoriet och valdes en gång till territoriets lagstiftande församling.
Nebraska blev 1867 delstat i USA. Butler vann det första guvernörsvalet och omvaldes två gånger. År 1871 avsattes han efter att ha inlett den tredje mandatperioden som guvernör. Han befanns skyldig till att ha försnillat pengar som hade avsetts till Nebraskas skolor.
Butler avled 1891 och gravsattes på Pawnee City Cemetery. Butler County i Nebraska har fått sitt namn efter David Butler.